# Prästkragen
Demokrati är Frihet - Prästkragen (italienska: Democrazia è Libertà - La Margherita) var ett kristdemokratiskt parti i Italien som ingick i Olivträdsalliansen, det vill säga i opposition mot Silvio Berlusconi. 
Partiet bildades av medlemmar av de tidigare Demokraterna den 24 mars 2002. 
I oktober 2007 förenades partiet med Vänsterdemokraterna och bildade Demokratiska partiet.
Dess siste partiledare var Roms förre borgmästare, Francesco Rutelli.